# Exyston salebroon
Exyston salebroon är en stekelart som beskrevs av Dmitriy R. Kasparyan 1975. Exyston salebroon ingår i släktet Exyston och familjen brokparasitsteklar. Inga underarter finns listade i Catalogue of Life.